# 广西林蛇
广西林蛇（学名：Boiga guangxiensis）为游蛇科林蛇属的爬行动物。在中国大陆，分布于广西等地。该物种的模式产地在广西龙州弄岗自然保护区。其种加词“guangxiensis”意为“广西的”。

## 保护
本种于2023年被收录入《有重要生态、科学、社会价值的陆生野生动物名录》。